# Andrea Deelstra
Andrea Deelstra (Niebert, 6 maart 1985) is een Nederlandse atlete, die is gespecialiseerd in de lange afstand. Zij nam tweemaal deel aan de Olympische Spelen en werd zeven maal Nederlands kampioene.

## Biografie
Nadat Deelstra zich had aangemeld bij AV Heerenveen, legde zij zich aanvankelijk toe op de 3000 m steeple. In 2007 - zij maakte toen al deel uit van de Athlon Loopgroep Heerenveen - won ze voor de eerste maal de nationale titel op deze afstand. Deze titel heroverde ze in 2010. 
Sinds 2011 legde ze zich met succes toe op de lange afstand. In 2012 werd ze Nederlands kampioen halve marathon. Dat jaar debuteerde ze ook op de marathon. Dat was bij de marathon van Eindhoven, waar ze als vierde eindigde in 2:34.33. In 2013 werd ze in Eindhoven Nederlands kampioene op de marathon. Bij de Europese kampioenschappen van 2014 in Zürich behaalde ze een dertiende plaats. Hierna was ze lange tijd geblesseerd aan haar rechtervoet (stressfractuur).
Op 27 september 2015 wist Andrea Deelstra zich met een tijd van 2:26.46 te kwalificeren voor de marathon op de Olympische Spelen van 2016. Met deze prestatie werd ze vijfde bij de marathon van Berlijn. Ze lag in Berlijn lange tijd op een schema van 2 uur en 27 minuten, maar dook daar in de slotfase nog onder door het tempo wat op te voeren. Deze tijd was op dat moment de op drie na beste tijd ooit gelopen door een Nederlandse. Alleen Lornah Kiplagat (2:23.43), Hilda Kibet (2:24.27) en Carla Beurskens (2:26.34) waren ooit sneller.
Tijdens de Spelen in Rio de Janeiro eindigde ze teleurstellend op een 60e plaats. Haar ambitie was om in de top vijftien te eindigen, maar dat mislukte door de zonnige en zeer warme omstandigheden.
In december 2020 kwalificeerde Deelstra zich met een tijd van 2:28.28 tijdens de marathon van Valencia opnieuw voor de Olympische Spelen. In augustus 2021 bereikte zij de 44ste plaats van de 88 deelneemsters op de olympische marathon in Tokio. Zij finishte in 2:37.05.
Deelstra's beroep is docent lichamelijke opvoeding.

## Nederlandse kampioenschappen
Baan
| Onderdeel      | Jaar       |
| -------------- | ---------- |
| 3000 m steeple | 2007, 2010 |

Weg
| Onderdeel      | Jaar       |
| -------------- | ---------- |
| halve marathon | 2012, 2018 |
| marathon       | 2013       |

Veldlopen
| Onderdeel   | Jaar |
| ----------- | ---- |
| lange cross | 2017 |
| lange cross | 2018 |

## Persoonlijke records
Baan
| Afstand        | Prestatie | Datum             | Plaats         |
| -------------- | --------- | ----------------- | -------------- |
| 3000 m steeple | 9.54,25   | 22 juli 2006      | Heusden-Zolder |
| 1500 m         | 4.23,91   | 1 juli 2006       | Oordegem       |
| 3000 m         | 9.20,78   | 9 juli 2010       | Utrecht        |
| 5000 m         | 16.16,61  | 27 mei 2016       | Wageningen     |
| 10.000 m       | 34.33,99  | 19 september 2020 | Leiden         |

Weg
| Afstand        | Prestatie | Datum             | Plaats         |
| -------------- | --------- | ----------------- | -------------- |
| 5 km           | 17.17     | 18 april 2010     | Korschenbroich |
| 10 km          | 34.02     | 25 mei 2014       | Den Haag       |
| 10 Eng. mijl   | 56.20     | 23 september 2012 | Zaandam        |
| halve marathon | 1:13.10   | 23 mei 2021       | Furstenfeld    |
| marathon       | 2:26.46   | 27 september 2015 | Berlijn        |

## Palmares

### 3000 m
- 2011: 9e EK team in Izmir - 9.28,74

### 5000 m
- 2010:  Mini Internationales in Koblenz - 16.24,08
- 2010:  Memorial Leon Buyle in Oordegem - 16.21,52
- 2011:  NK - 16.18,03
- 2012: 7e NK - 17.10,99
- 2017:  Wageningen outdoor - 16.16,95

### 10.000 m
- 2014: 4e NK - 36.56,89

### 3000 m steeple
- 2006:  NK - 10.08,37
- 2006: 16e in serie EK - 10.46,12
- 2007:  NK - 10.21,26
- 2008:  NK - 11.04,05
- 2010:  NK - 10.15,08

### 5 km
- 2006:  Nike Ladies Run in Hilversum - 18.10

### 10 km
- 2009: 5e NK in Tilburg - 35.35
- 2010: 8e NK in Tilburg - 36.07
- 2011: 7e NK in Tilburg  - 34.53
- 2012: 5e Stadsloop Appingedam - 35.11
- 2012: 20e Tilburg Ten Miles - 35.24
- 2013: 5e Unive Stadsloop Appingedam - 34.11
- 2013: 10e Tilburg Ten Miles - 34.12
- 2014:  Royal Ten Den Haag - 34.02
- 2015: 8e Tilburg Ten Miles - 34.45
- 2015: 12e Tilburg Ten Miles - 34.07
- 2015: 8e Stadsloop Appingedam - 34.45
- 2016: 5e Stadsloop Appingedam - 34.03
- 2017: 6e Stadsloop Appingedam - 34.52
- 2019: 8e Tilburg Ladies Run - 34.27

### 15 km
- 2022: 18e Zevenheuvelenloop - 52.35

### 10 Eng. mijl
- 2011: 10e Dam tot Damloop - 56.54
- 2012: 9e Dam tot Damloop - 56.20
- 2013: 12e Dam tot Damloop - 56.27
- 2017: 15e Dam tot Damloop - 56.47
- 2023: 18e Dam tot Damloop - 59.40

### halve marathon
- 2011: 8e halve marathon van Egmond - 1:16.49
- 2012: 8e halve marathon van Egmond - 1:13.37
- 2012:  NK in Venlo - 1:13.47 (3e overall)
- 2013: 6e halve marathon van Egmond - 1:15.12
- 2013:  NK in Venlo - 1:15.54 (7e overall)
- 2014: 6e halve marathon van Egmond - 1:15.20
- 2014: 4e NK in Den Haag - 1:16.54 (4e overall)
- 2015: 6e halve marathon van Egmond - 1:15.51
- 2016: 22e halve marathon van Berlijn - 1:19.04
- 2017: 6e halve marathon van Egmond - 1:14.53
- 2018: 7e halve marathon van Egmond - 1:16.07
- 2018:  NK te Venlo - 1:13.58
- 2019: 5e halve marathon van Egmond - 1:17.41
- 2023:  halve marathon van Egmond - 1:19.42

### marathon
- 2012:  NK in Eindhoven - 2:34.33 (4e overall)
- 2013:  NK in Eindhoven - 2:35.39 (2e overall)
- 2014: 13e EK in Zürich - 2:32.39
- 2015: 5e marathon van Berlijn 2015 - 2:26.46
- 2016: 60e OS - 2:40.49
- 2017: 17e marathon van Londen - 2:31.32
- 2018: 14e marathon van Berlijn - 2:32.41
- 2019: 11e marathon van Berlijn - 2:31.29
- 2020: 16e marathon van Valencia - 2:28.28
- 2021: 44e OS - 2:37.05

### veldlopen
- 2004: 53e EK junioren in Heringsdorf - 12.38
- 2006: 10e Warandeloop - 25.09
- 2006: 11e EK U23 in San Giorgio su Legnano - 19.35
- 2007: 27e EK U23 in Toro - 23.51
- 2008: 5e NK in Rijen - 25.06
- 2009:  NK in Gilze Rijen - 24.22
- 2010:  NK in Hellendoorn - 29.53
- 2010: 7e Warandeloop - 28.20
- 2011:  NK in Hellendoorn - 31.00
- 2011: 10e Warandeloop - 28.59
- 2013: 9e Warandeloop - 28.35
- 2016:  Mastboscross - 26.31
- 2016:  NK in Oldenzaal - 28.12
- 2016: 10e Crosscup in Mol - 19.42
- 2016: 16e Warandeloop (8 km) - 28.40
- 2016: 4e Sylvestercross - 22.42
- 2017:  NK te Amsterdam (7.200 m) - 25.34
- 2017:  Sylvestercross - 23.00
- 2018:  NK te Amsterdam (9000 m) - 36.07
- 2018: 4e Sylvestercross - 22.34
- 2019: 4e NK te Kraggenburg - 30.37
- 2019: 7e Sylvestercross - 23.12

### overige prestaties
- 2009:  marathon van Apeldoorn (8 km) - 29.13
- 2009: 5e Zandvoort Circuit Run - 43.06
- 2009: 7e 4 Mijl van Groningen - 21.53
- 2010:  Zandvoort Circuit Run - 42.29
- 2010: 8e 4 Mijl van Groningen - 22.03
- 2010:  Acht van Apeldoorn - 27.21
- 2011: 11e 4 Mijl van Groningen - 21.39
- 2011:  Zandvoort Circuit Run - 42.28
- 2012:  Asselronde (27,5 km) - 1:42.15
- 2013:  marathon van Apeldoorn (18,5 km) - 1:06.52
- 2014: 5e Zandvoort Circuit Run - 43.09
- 2016: 4e Acht van Apeldoorn - 27.19